# Vit kragskivling
Vit kragskivling (Stropharia albonitens) är en svampart som först beskrevs av Elias Fries, och fick sitt nu gällande namn av Lucien Quélet 1875. Vit kragskivling ingår i släktet kragskivlingar och familjen Strophariaceae. Arten är reproducerande i Sverige. Inga underarter finns listade i Catalogue of Life.

## Galleri

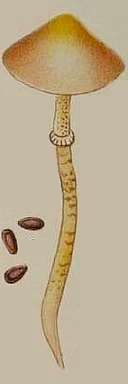